# 6262 Javid
A 6262 Javid (ideiglenes jelöléssel 1978 RZ) a Naprendszer kisbolygóövében található aszteroida. Nyikolaj Sztyepanovics Csernih fedezte fel 1978. szeptember 1-én.